# Sirsi (Uttar Pradesh)
Sirsi – miasto w północnych Indiach w stanie Uttar Pradesh, na Nizinie Hindustańskiej.
Populacja miasta w 2001 roku wynosiła 21 345 mieszkańców.